# QuickView
QuickView è una applicazione inclusa nei sistemi operativi Microsoft Windows 95, Windows 98 ed in alcune versioni di Windows NT.

## Caratteristiche
QuikView è in grado di visualizzare in anteprima il contenuto di numerosi tipi di file senza necessità di avviare l'applicazione principale a questi associata. Il programma gestisce nativamente numerosi file di tipo immagine ed offre una efficace anteprima anche dei file .doc generati da Microsoft Office Word e .xls generati da Microsoft Office Excel. QuikView è anche in grado di visualizzare i contenuti dei file RTF e dei documenti di testo. QuikView può essere utilizzato anche per accedere ad alcune informazioni riguardanti file eseguibili, come ad esempio il numero di versione o i sistemi operativi compatibili. Le funzioni di QuikView sono inoltre espandibili tramite un sistema di plug-in.

## Funzionamento
L'accesso a QuikView è integrato nella shell dei sistemi Windows. Tipicamente vi si accede dal menù contestuale che si attiva cliccando con il pulsante desto del mouse sopra un file. Nelle versioni in lingua italiana di Windows, l'accesso a QuikView è associato al comando Anteprima. In Windows 95 e Windows 98 QuikView non fa parte dell'installazione tipica, ma può essere installato attraverso l'interfaccia Installazione applicazioni.

## Fine dello sviluppo
QuikView non è stata inclusa nei sistemi Windows Me e Windows 2000, né nelle successive versioni dell'ambiente Windows.